# 艾吉哈佐什霍尔洛什
艾吉哈佐什霍尔洛什，是匈牙利沃什州所辖的一个村，总面积19.04平方公里，总人口548，人口密度28.8人/平方公里（2010年1月1日）。